# Andrea Barozzi
Pour les articles homonymes, voir Barozzi.
Andrea Barozzi, actif entre 1245 et 1278, est un noble vénitien, fonctionnaire et commandant militaire de la République vénitienne.

## Biographie
Andrea est le premier fils de Iacopo Barozzi, ancien gouverneur de Crète. La notion présente dans l'historiographie ancienne qu'Andrea aurait hérité de l'île de Santorin, conquise par son père, a été réfutée à partir de la fin du XXe siècle, lorsqu'il est démontré que la domination des Barozzi sur Santorin ne peut être documentée qu'à partir du début du XIVe siècle,,.
En 1252, les autorités vénitiennes cèdent à Andrea Barozzi deux fiefs de chevalier dans la colonie vénitienne de Crète. En 1258–59, il occupe le haut poste de baile de Négrepont. À cette époque, il négocie un traité afin de mettre fin à la Guerre de succession de Négrepont, entre les seigneurs tierciers de Négrepont, qui bénéficient du soutien de Venise, et Guillaume II de Villehardouin, prince d'Achaïe,. Dans un premier temps les opérations militaires sont favorables à Villehardouin, Barozzi tente de changer le cours de la guerre, dans une victoire écrasante dans une bataille près de Chalcis et essayant en vain d'assiéger Oraioi. Barozzi renouvelle également le traité déjà en place de 1256 avec les seigneurs tierciers en des termes avantageux pour Venise.
En 1264, il est placé à la tête d'une flotte d'environ 50 navires afin d’empêcher les Génois d'effectuer des raids sur le convoi commercial annuel vers le Levant. Il est, cependant, piégé par le commandant génois Simone Grillo, ce dernier faisant courir le bruit qu'il a l'intention de se diriger plein est vers le Levant, alors qu'en réalité, il établit ses quartiers à Malte. Lorsque Barozzi mord à l'hameçon et se dirige vers l'est afin de poursuivre Grillo avec sa flotte beaucoup plus importante, ce dernier est libre d'attaquer le convoi vénitien au large de Saseno, et de le capturer presque dans sa totalité, avec comme seul rescapé le navire marchand géant Roccafortis,. Pendant ce temps, Barozzi poursuit sa course vers l'est, cherchant en vain la flotte de Grillo, et, arrivé devant Tyr le 2 septembre, il rencontre dans le port de la ville un navire marchand génois transportant 11 000 besants de soie, l'Oliva.  La flotte génoise n'étant pas en vue, Barozzi décide, alors, de saisir le navire, malgré les avertissements du seigneur de la ville, Philippe de Montfort, allié des Génois, qui le prévient qu'il confisquerait le double de la somme dans les propriétés vénitiennes de la région si ce dernier procédait à une telle action. Cependant, Barozzi n'hésite pas longtemps. Non seulement il capture l'Oliva, mais il entame également un siège de la ville de Tyr elle-même,  dans l'espoir de priver Gênes de cette ville, dont le port était le deuxième le plus important de la région du Levant. Les Vénitiens doivent cependant interrompre le siège au bout de quelques jours, lorsque la nouvelle des événements de Saseno leur parvient. De son côté, Barozzi se dépêche de se rendre à Acre afin d'escorter le convoi de l'année précédente lors de son voyage de retour vers Venise,.
Andrea Barozzi est attesté pour la dernière fois en 1278, et est probablement mort peu après.